# Hyalurga urioides
Hyalurga urioides är en fjärilsart som beskrevs av William Schaus 1910. Hyalurga urioides ingår i släktet Hyalurga och familjen björnspinnare. Inga underarter finns listade i Catalogue of Life.